# (2458) Veniakaverin
(2458) Veniakaverin est un astéroïde de la ceinture principale.

## Description
(2458) Veniakaverin est un astéroïde de la ceinture principale. Il fut découvert le 11 septembre 1977 à Naoutchnyï par Nikolaï Tchernykh. Il fut nommé en honneur de Benjamin Kaverine. Il présente une orbite caractérisée par un demi-grand axe de 3,13 UA, une excentricité de 0,14 et une inclinaison de 2,1° par rapport à l'écliptique.

## Compléments